# Ceropsilopa cupreiventris
Ceropsilopa cupreiventris är en tvåvingeart som först beskrevs av Wulp 1897.  Ceropsilopa cupreiventris ingår i släktet Ceropsilopa och familjen vattenflugor. Inga underarter finns listade i Catalogue of Life.